# Stirling-díj
A Stirling-díj az egyik legjelentősebb brit építészeti díj, mely minden évben egy jelentős épületet ismer el. A díj James Stirling-ről lett elnevezve. Nyertesei 20.000 angol fontnak megfelelő összeget kapnak.

## A díjazottak listája
- 1996 Stephen Hodder: Centenary Building, Salford Egyetem
- 1997 Michael Wilford: Zeneiskola, Stuttgart
- 1998 Foster and Partners: American Air Museum, Imperial War Museum, Duxford
- 1999 Future Systems: Lord's Media Centre
- 2000 Alsop & Störmer: Peckham Könyvtár
- 2001 Wilkinson Eyre: Magna Centre, Rotherham
- 2002 Wilkinson Eyre, Gifford: Gateshead Millennium Bridge
- 2003 Herzog & de Meuron: Laban dance centre, Deptford, London
- 2004 Foster and Partners: 30 St Mary Axe, London
- 2005 EMBT / RMJM: Skót parlament ház, Edinburgh
- 2006 Richard Rogers Partnership: Barajasi repülőtér, Madrid
- 2007 David Chipperfield Architects: Modern Irodalmi Múzeum, Marbach am Neckar
- 2008 Feilden Clegg Bradley Studios / Alison Brooks Architects / Maccreanor Lavington: Accordia, Cambridge
- 2009 Rogers Stirk Harbour + Partners: Maggie's Centre, London
- 2010 Zaha Hadid: MAXXI - National Museum of the XXI Century Arts, Róma
- 2011 Zaha Hadid, Evelyn Grace Academy, London
- 2012 Stanton Williams, Sainsbury Laboratory, Cambridge
- 2013 Witherford Watson Mann Architects, Astley Castle, Nuneaton
- 2014 Haworth Tompkins, Everyman Theatre, Liverpool

## Képtár

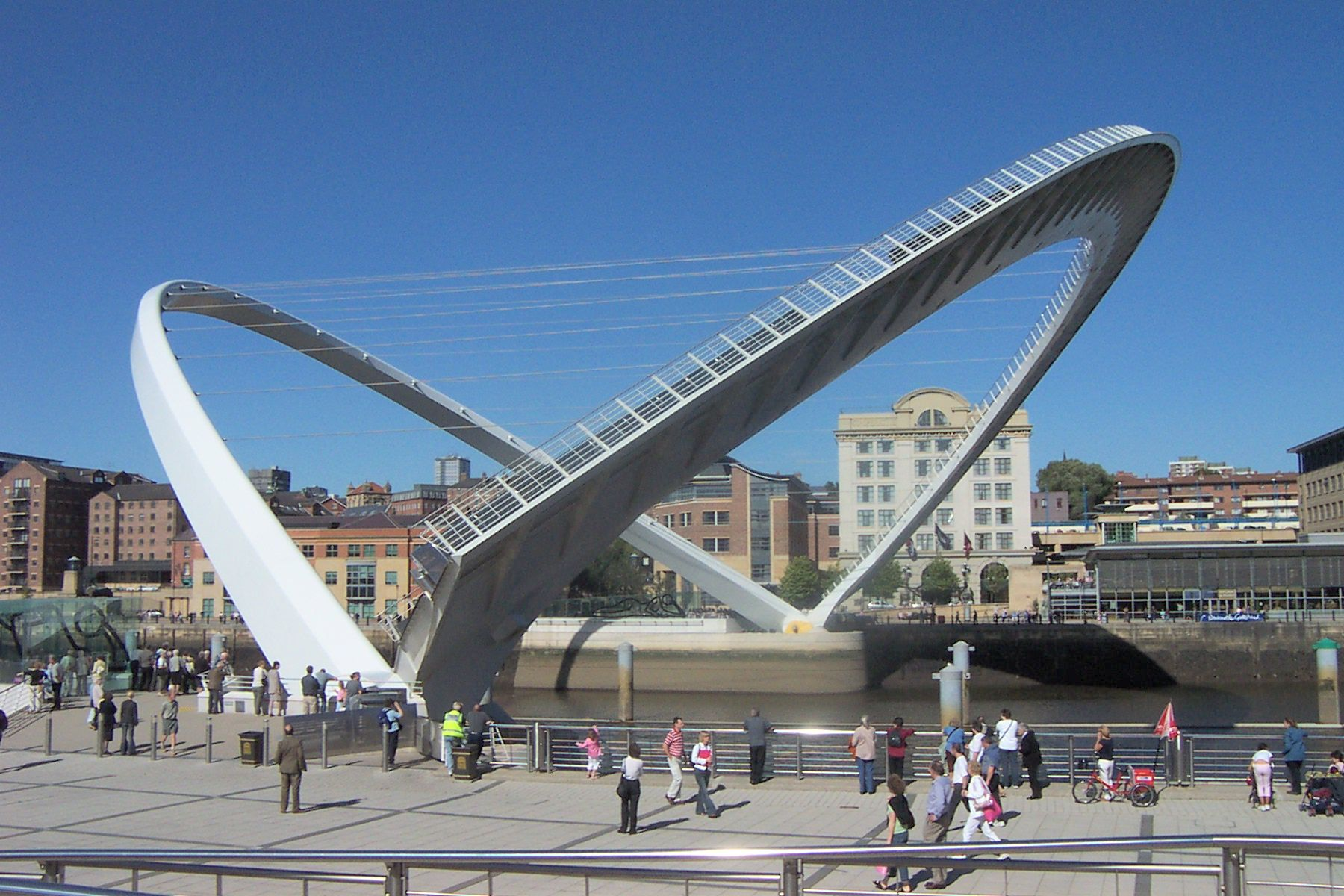
Gateshead Millennium Bridge (2002)
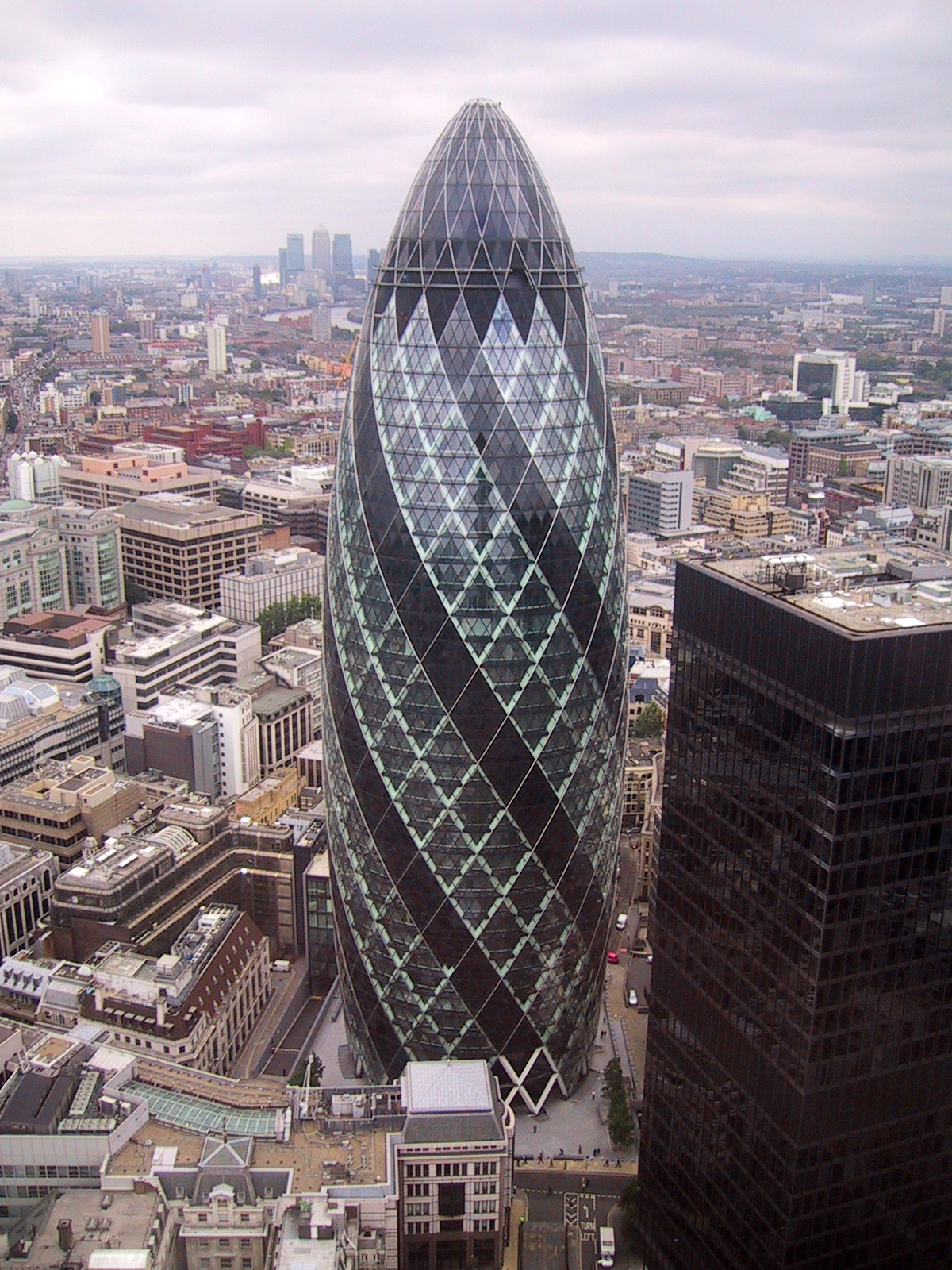
30 St Mary Axe, London (2004)
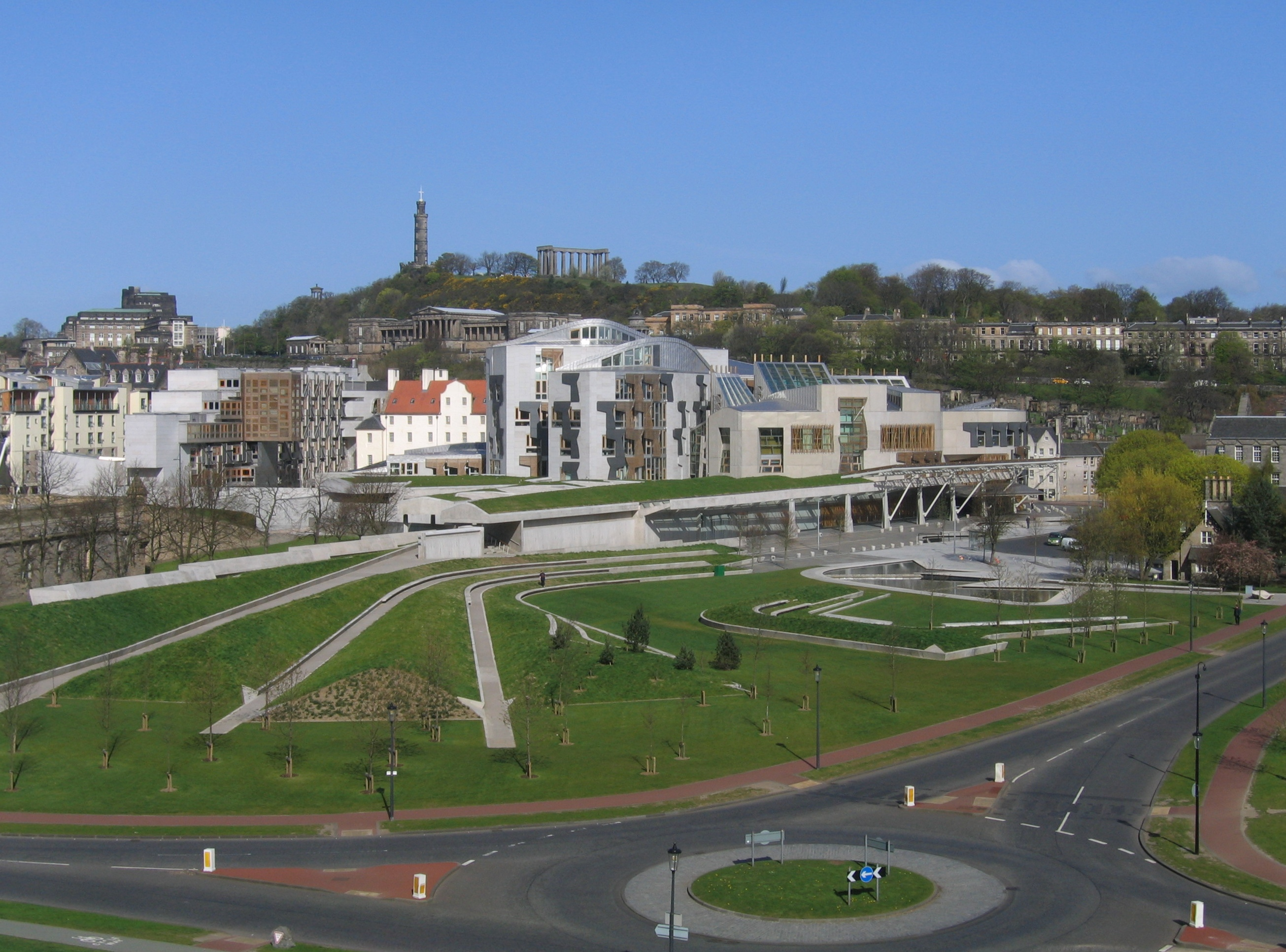
Skót parlament ház, Edinburgh (2005)
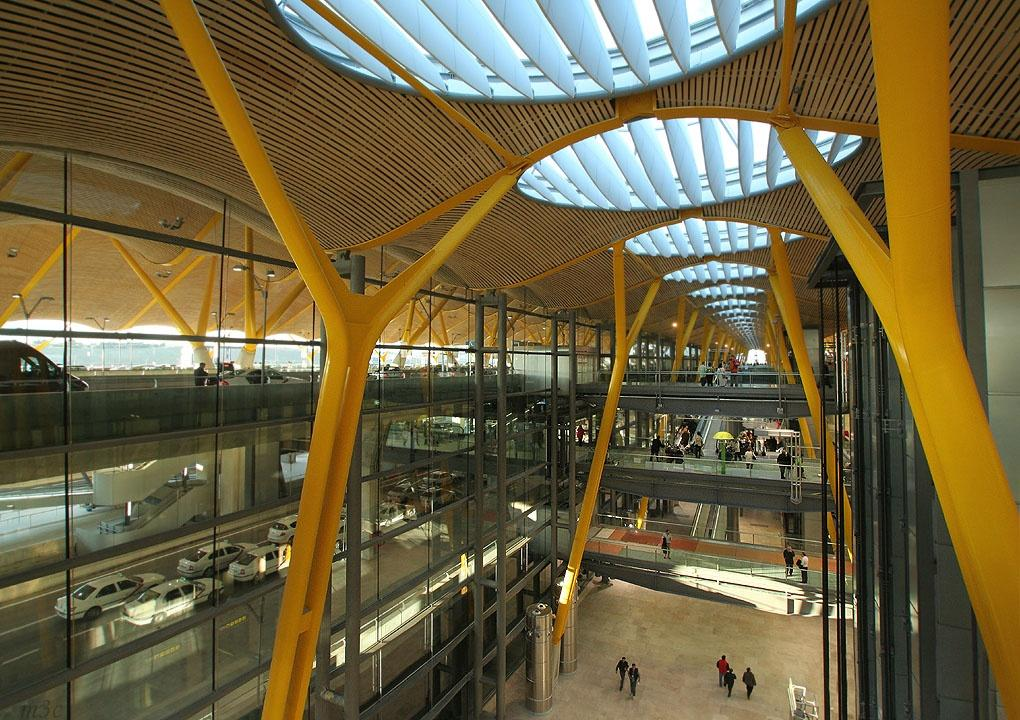
Barajasi repülőtér, Madrid (2006)